# Sharon Osbourne
Sharon Rachel Osbourne (født 9. oktober 1952), er en britisk skuespiller, studievært, og manager.
Sharon Osbourne er datter af Don Levy (senere Don Arden) og hans hustru, Hope. 
Sharon Osbourne har siden 1982 været gift med heavy metal legenden Ozzy Osbourne. De har tre børn, Aimee Osbourne, Kelly Osbourne og Jack Osbourne.
Hun har i de seneste år været dommer, i den engelske  version af X Factor og America's Got Talent.